# Poeciloptila
Poeciloptila is een geslacht van schietmotten uit de familie Glossosomatidae.

## Soorten
- P. almodad H Malicky & P Chantaramongkol, 2009
- P. atyalpa F Schmid, 1991
- P. briatec (H Malicky & P Chantaramongkol, 1992)
- P. falcata F Schmid, 1991
- P. maculata (L Tian & Y Li, 1986)
- P. phyllis H Malicky & P Chantaramongkol, 2007